# On Time and the Instrumental Factor
On Time and the Instrumental Factor (オン・タイム・アンド・ザ・インストゥルメンタル・ファクター)は、アメリカの作曲家、モートン・フェルドマンが1969年に作曲した管弦楽作品である。演奏時間は約8分。

## 概要
作品は従来のピアノを用いた作曲ではなく、オーケストラの個々の楽器が持つ音響的な特性に着目し、音が鳴り響いてから減衰するまでの持続時間を楽譜上に表現している。
タイトルはフェルドマンが1969年にスウェーデンで行った同名の講演に由来している。

## 初演
世界初演は1971年4月24日にリチャード・デュファロの指揮、ダラス交響楽団の演奏によって初演された。
日本初演は2020年1月15日に下野竜也の指揮、読売日本交響楽団の演奏によって初演された。

## 編成
フルート4、オーボエ3、クラリネット3、ファゴット3、ホルン2、トランペット3、トロンボーン3、テューバ、ハープ、チェレスタ、グロッケンシュピール、弦楽合奏